# Ногфаз
Ногфаз или Ахалда́ба (осет. Ногфæз —Ногфаз, груз. ახალდაბა — Ахалдаба) — село в Закавказье, расположено в Ленингорском районе Южной Осетии, фактически контролирующей село; согласно юрисдикции Грузии — в Ахалгорском муниципалитете.

## География
Село находится на юге Ленингорского района к югу от райцентра Ленингор.

## Население
Село населено этническими осетинами и грузинами. По данным 1959 года в селе жило 73 жителя, в основном осетины. По данным переписи 2002 года (проведённой властями Грузии, контролировавшей восточную часть Ленингорского/Ахалгорского района на момент проведения переписи), в селе осталось лишь 27 жителей, из которых 85 % составили осетины (23 человека) и около 15 % — грузины (4 человека).

## История
В период южноосетинского конфликта в 1992—2008 гг. село входило в состав восточной части Ленингорского района РЮО (Ахалгорского района Грузии), находившейся в зоне контроля Грузии. После войны в августе 2008 года село вместе с остальной восточной частью Ахалгорского района перешло под контроль властей РЮО.

## Топографические карты
- Лист карты K-38-65 Ленингори. Масштаб: 1 : 100 000. Издание 1979 г.